# Monte Aiguillette
Il monte Aiguillette (3.298 m s.l.m.) è una montagna delle Alpi Cozie (sottosezione Alpi del Monviso).
Si trova lungo la linea di confine tra l'Italia e la Francia. Dal versante italiano si trova alla testata della Valle Varaita mentre dalla parte francese sovrasta l'alta valle del Guil.

## Caratteristiche

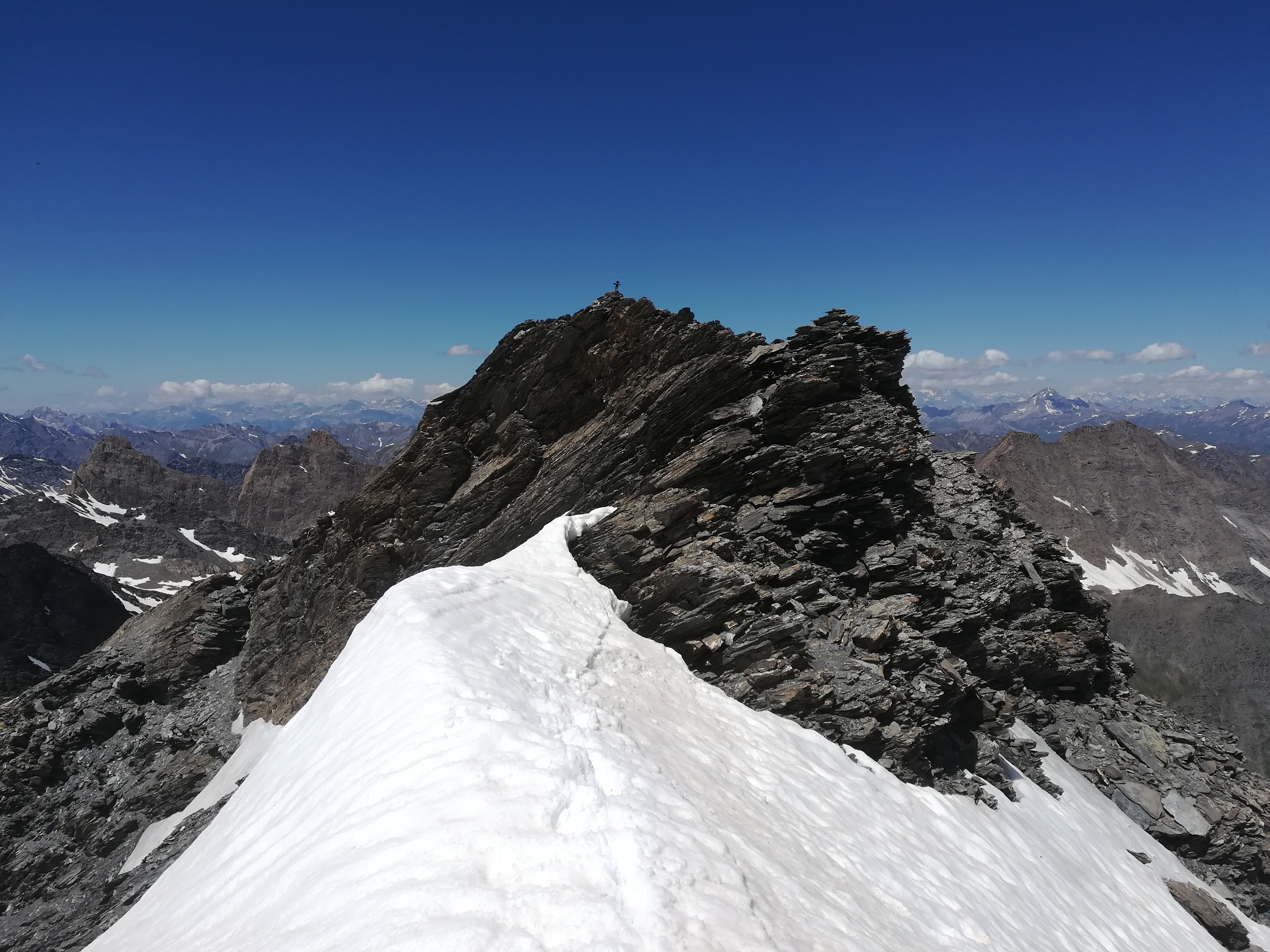
La vetta bifida della montagna. In primo piano la vetta orientale e dietro la vetta occidentale sormontata da una croce.

Si trova sul tratto dello spartiacque alpino principale che va dal colle dell'Agnello al nodo del Monviso, con direzione generale ovest-est, e costituisce la massima elevazione dello spartiacque tra il monte Salza ed il nodo del Monviso.
La cresta giunge da ovest-sud-ovest, dalla zona del Pic d'Asti, e raggiunge la vetta; qui prosegue in direzione est fino alla quota 3207, poi piega a sud-est verso il colle delle Ruine (3050 m) ed il monte Ruine. Dalla vetta si diparte una dorsale secondaria che scende in direzione circa nord verso la valle del Guil, circa parallela ad una cresta analoga, ma più serpeggiante, che scende dalla quota 3207.
Dal punto di vista geologico, la montagna appartiene al complesso delle pietre verdi di Gastaldi; in particolare, è costituita da calcescisti del Triassico-Giurassico, con banchi calcarei ed intercalazioni di gneiss.
La vetta è bifida, costituita da due sommità separate aventi però la stessa quota. Le carte francesi IGN la indicano anche con il nome alternativo L'Asti, ed una quota di 3287 m s.l.m.

## Ascensione alla vetta

### Via normale
La via normale si sviluppa sul versante italiano, dal vallone di Soustra. Si risale il vallone fino alle prime grange abbandonate, poi si risale direttamente il pendio erboso tenendo la cima come riferimento. L'ultimo tratto si supera per sfasciumi e canalini rocciosi fino alla cresta, da dove si raggiunge la vetta. Si tratta di un itinerario già alpinistico, con grado di difficoltà valutato in F.